# Амт-Нойхаус

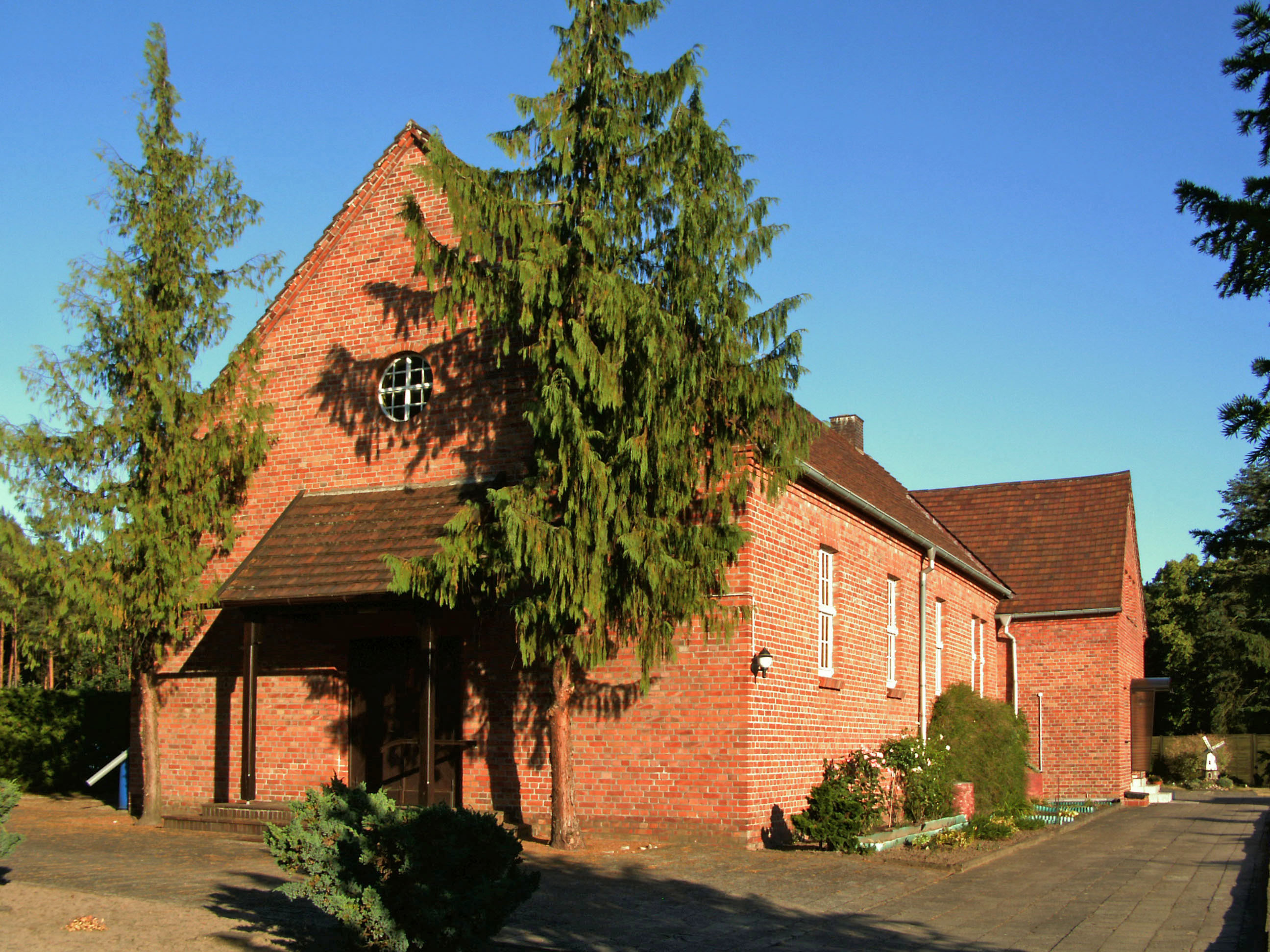

Амт-Нойхаус (нем. Amt Neuhaus) — коммуна в Германии, в земле Нижняя Саксония.
Входит в состав района Люнебург. Население составляет 4972 человека (на 31 декабря 2010 года). Занимает площадь 237,16 км².
Коммуна подразделяется на 7 сельских округов: Деллиен/Зюкау, Хаар , Каарсен, Нойхаус/Эльба , Стапель , Сумте и Трипкау 
C 1949 по 1993 годы входила в состав ГДР.